# Nancy Travis
Nancy Ann Travis (New York, 21 september 1961) is een Amerikaans actrice. Na gespeeld te hebben in een aantal televisiefilms debuteerde ze in 1987 op het witte doek als Sylvia Bennington in de tragikomedie Three Men and a Baby. Sindsdien was Travis te zien in meer dan vijftien andere films, meer dan 25 inclusief televisiefilms. In één daarvan mocht ze haar eerste filmpersonage nog eens spelen, toen in 1990 het verhaal uit haar debuutfilm werd vervolgd in Three Men and a Little Lady.
Behalve in films verscheen Travis als wederkerend personage in verschillende televisieseries. Haar omvangrijkste rollen daarin zijn die als Chris Connor in Becker en die als Kim Cooper in Almost Perfect. Haar betrokkenheid bij Becker betekende voor Travis een weerzien met hoofdrolspeler Ted Danson, die ook een van de hoofdpersonages speelde in haar filmdebuut Three Men and a Baby. Naast vaste aanstellingen, had ze eenmalige rolletjes in onder meer The Wild Thornberrys (stem), Medium en Numb3rs.
Travis trouwde in 1994 met filmproducent Robert N. Fried. Samen met hem kreeg ze 1998 zoon Benjamin en in 2001 zoon Jeremy.

## Filmografie
*Exclusief 5+ televisiefilms
| - Ordinary Angels (2024) - Married Young (2019) - Bernard and Huey (2017) - The Submarine Kid (2015) - The Jane Austen Book Club (2007) - The Sisterhood of the Traveling Pants (2005) - Auggie Rose (2000) - Bogus (1996) - Fluke (1995) - Destiny Turns on the Radio (1995) - Greedy (1994) | - So I Married an Axe Murderer (1993) - The Vanishing (1993) - Chaplin (1992) - Passed Away (1992) - Three Men and a Little Lady (1990) - Air America (1990) - Loose Cannons (1990) - Internal Affairs (1990) - Eight Men Out (1988) - Married to the Mob (1988) - Three Men and a Baby (1987) |

## Televisieseries
*Exclusief eenmalige gastrollen
- Ride - Isabel McMurray (2023, 10 afleveringen)
- The Kominsky Method - Lisa (2018-2019, 16 afleveringen)
- Mr. Mercedes - Donna Hodges (2017-2018, 7 afleveringen)
- Last Man Standing - Vanessa Baxter (2011-2021, 194 afleveringen)
- The Bill Engvall Show - Susan Pearson (2007-2009, 31 afleveringen)
- Becker - Chris Connor (2002-2004, 39 afleveringen)
- Rose Red - Prof. Joyce Reardon (2002, drie afleveringen)
- Almost Perfect - Kim Cooper (1995-1997, 34 afleveringen)
- Duckman: Private Dick/Family Man - Bernice (1994-1997, negentien afleveringen - stem)

- Biblioteca Nacional de España: XX1112220
- Bibliothèque nationale de France: cb14042676x (data)
- Gemeinsame Normdatei: 1146495102
- International Standard Name Identifier: 0000 0001 0774 1723
- Library of Congress Control Number: n93112993
- Nationale Bibliotheek van Tsjechië: pna2010567890
- Nationale Bibliotheek van Israël: 987007344390805171
- Nationale Bibliotheek van Polen: a0000001717054
- Nederlandse Thesaurus van Auteursnamen: 239777328
- Virtual International Authority File: 64207450
- WorldCat: E39PBJfGYtHgTwQpmVWTMRDH4q